# Alexandru Mușina
Alexandru Mușina (n. 1 iulie 1954, Sibiu – d. 19 iunie 2013) a fost un antologator, editor, eseist, publicist și poet român.

## Biografie
A absolvit Liceul „Andrei Șaguna” din Brașov în 1973, și Facultatea de Limbă și Literatură Română a Universității din București în 1978. A lucrat ca profesor de literatură la liceu, iar între 1984 și 1987 a cultivat flori. Este de asemenea doctor în litere la Facultatea de Litere a Universității din București (din 1996) și profesor de scriere creativă, folclor, literatură comparată la Facultatea de Litere a Universității Transilvania din Brașov. Este patron al Editurii Aula din Brașov. Debutează în volumul colectiv de poezii Cinci, la Editura Litera, în 1982, iar individual cu Strada Castelului 104, la Editura Cartea Românească, în 1984. A fost membru al Cenaclului de Luni.
Alexandru Mușina moare la Brașov, la vârsta de 59 ani, la 19 iunie 2013.

## Selecție din volumele publicate

### Poeme
- Cinci (volum colectiv), Litera, 1982;

- Strada Castelului 104, Editura Cartea Românească, 1984;
- Lucrurile pe care le-am văzut, (1979-1986), Editura Cartea Românească, 1992;
- Aleea Mimozei nr. 3, Editura Pontica, 1993;
- Budila-Express,  volum apărut în limba franceză, Éditions Creaphis, Paris, 1994
- Tomografia și alte explorări, Editura Marineasa, 1994;
- Album duminical, Biblioteca „Poesis”, 1994;
- Tea, Editura Axa, 1997;
- Și animalele sunt oameni!, Editura Aula, 2000 (poezii pentru copii);
- Personae, Editura Aula, 2001;
- Și animalele sunt oameni! (prima ediție, ilustrată cu desenele fiicei autorului), Editura Aula, 2002;
- Hinterland, Editura Aula, 2003;
- Poeme alese, (1975-2001), Editura Aula, 2003.
- Album duminical (ediție integrală), Editura Aula, 2004;[5]
- Poeta, Poetae,  Editura Aula, 2009;
- Regele dimineții, Editura Tracus Arte, 2009;
- Cordilio, Bibinia & comp., Tracus Arte, 2012
- dactar nicu & his skyzoid band,  Editura Tracus Arte, 2013;
- re-editare Lucrurile pe care le-am văzut, (1979-1986)  Editura Tracus Arte, 2013;

### Eseuri
- Unde se află poezia?, Arhipelag, 1996;
- Paradigma poeziei moderne, Editura Leka Brâncuși, 1996, ed. a II-a, Editura Aula, 2004 (o variantă a tezei de doctorat);
- Eseu asupra poeziei moderne, Editura Cartier, 1998;
- Sinapse, Editura Aula, 2001;
- Supraviețuirea prin ficțiune, Editura Aula, 2005;[6]
- Scrisorile unui fazan, Editura Cartier, 2006;
- Scrisorile unui geniu balnear, Editura Aula, 2007;
- POEZIA - teze, ipoteze si explorari, Editura Aula, 2008;

- Teoria si practica literaturii, eseuri si "demersuri" in favoarea introducerii scrierii creatoare in programa facultatilor de Litere; Editura Muzeul Literaturii Romane, 2012;
- Teoria și practica literaturii, Editura Muzeul Literaturii Române, 2013;
- Antropologie culturală și folclor;

### Antologii
- Antologia poeziei generației '80, Editura Vlasie, 1993, ediția a II-a, Editura Aula, 2000;
- Antologie de poezie modernă. Poeți moderni despre poezie, împreună cu Romulus Bucur, Editura Leka Brâncuși, 1997.

### Romane
- Nepotul lui Dracula, Editura Aula, 2012

Este prezent în:
- El Muro del Silencio - Antologie de poezie romana contemporana in traducerea Angelicai Lambru, Huela Y Fierro Editores , Spania, 2007
- A Gyönyör Román Művészete - kortárs román költők, Editura Arcus, 2006, antologie de poezie română contemporană, alături de Caius Dobrescu, Romulus Bucur, Doina Ioanid și Razvan Tupa. Ediție îngrijită de Bogdan László ;
- Streiflicht – Eine Auswahl zeitgenössischer rumänischer Lyrik (81 rumänische Autoren), - "Lumina piezișă", antologie bilingvă cuprinzând 81 de autori români în traducerea lui Christian W. Schenk, Dionysos Verlag 1994, ISBN 3-9803871-1-9
- Hajonaplo - Fiatal Roman Koltok Antologia - Kriterion Konyvkiado, Bukarest, 1990
- Pieta - Eine Auswahl rumänischer Lyrik, Trad: Christian W. Schenk, Dionysos, Boppard, 2018, ISBN 9781977075666
- Scrisorile unui fazan (Epistolarul de la Olănești), Editura Cartier, Chișinău, 2006 [7]